# 롤란트 베르거
롤란트 베르거(독일어: Roland Berger, 1937년 11월 22일 ~ )는 독일의 기업가, 자문가이자 자선사업가이다.

## 생애
롤란트 베르거는 1937년 베를린에서 로베르트 알트만으로 태어났으며, 그의 성은 나중에 그의 아버지 게오르크 L. 베르거가 그의 어머니와 재혼한 후 변경되었다. 국가사회주의 독일 노동자당(NSDAP)의 초기 당원이었던 게오르크 베르거는 1936년부터 1939년까지 히틀러 청소년단의 최고 회계사였고, 1940년에는 아리안화된 오스트리아 식품 회사 앙커브로트의 총지배인으로 임명되었다. 1937년 히틀러는 게오르크 베르거를 독일 경제부의 장관 고문으로 임명했다.
롤란트 베르거의 이전 진술과는 달리, 게오르크 베르거는 유대인 박해에 대한 적극적인 반대자가 아니었고, 강제 수용소에 보내진 적도 없었다. 오히려 베르거는 그들의 박해로 기꺼이 이득을 얻었다. 그러나 그는 1942년 당내 권력 투쟁에서 나치당 내의 영향력 있는 직위를 잃었고 1944년에는 당에서 완전히 제명되었다.
베르거의 어머니는 그의 조부모의 잡화점에서, 나중에는 가구 회사에서 매니저로 일했다.
빈과 에글코펜에서 초등학교를 다닌 후, 롤란트 베르거는 란츠후트, 뮌헨, 뉘른베르크의 문법 학교를 다녔고, 1956년에는 노이엔 김나지움 뉘른베르크에서 졸업했다. 그는 함부르크 대학교와 뮌헨 루트비히 막시밀리안 대학교에서 경영학을 공부했다. 학업 외에도 그는 15명의 직원을 둔 세탁소를 운영했다. 1962년, 그는 뮌헨 루트비히 막시밀리안 대학교에서 디플롬카우프만으로 학업을 마쳤으며, 그 해 최고의 성적을 거두었다. 1962년에 그는 자신의 세탁소를 600,000 독일 마르크에 팔 수 있었다.
1962년부터 1967년까지 베르거는 보스턴 컨설팅 그룹에서 처음에는 보스턴에서, 나중에는 밀라노에서 컨설턴트로 일했다. 1967년에 그는 뮌헨에서 경영 컨설턴트로 독립하여 오늘날의 롤랜드 버거 스트래티지 컨설턴츠의 전신을 설립했으며, 2003년까지 CEO로 이끌었다.
1968년 그의 큰 성공은 투로파, 샤르노프, 훔멜, 닥터 티게스 회사의 전세 항공편이 비정상적으로 증가할 것이라는 그의 예측에 따라 여행사 TUI를 설립하라는 권고였다. 1969년 밀라노 지점을 개설하면서 베르거는 컨설팅 활동의 국제화에 중점을 두었고, 현재 회사는 전 세계적으로 활동하고 있다. 그는 또한 점점 더 많은 정부 기관을 고객으로 유치했다.
1988년 도이체 방크는 "롤랜드 버거 & 파트너 GmbH 국제 경영 컨설팅"의 지분 75.1%를 거의 1억 마르크에 인수했다. 1997년에 은행은 지분을 95%로 늘렸다. 1년 후, 베르거와 그의 직원들은 회사를 다시 사들였다.

## 회원 및 직책
롤랜드 버거 스트래티지 컨설턴츠의 CEO에서 물러난 후, 베르거는 2003년에 회사의 감사회 의장이 되었고, 2010년부터 명예 회장을 맡고 있다.
1996년부터 롤란트 베르거는 뮌헨 공과대학교에서 방문 교수직을, 2000년부터는 브란덴부르크 공과대학교 코트부스에서 경영학 및 경영 컨설팅 분야의 명예 교수직을 맡았다. 그는 게르하르트 슈뢰더가 니더작센 주 총리였을 때부터 독일 연방 공화국 총리 재임 기간 내내 그의 가까운 조언자였다. 베르거는 슈뢰더가 총리가 된 1998년에 경제부 장관직 제안을 거절했는데, 이는 그가 독립성을 유지하고 싶었기 때문이라고 전해진다.
베르거는 또한 롤랜드 버거 인간 존엄 재단의 설립자이기도 하다.
또한 베르거는 플로리안 란슈타인, 게로 벤덴부르크, 제이슨 칼리와 함께 설립한 런던 기반의 리버록 유럽 캐피털 파트너스(구 BLM 파트너스)의 창립 파트너이자 회장이다. 토마스 미델호프는 2010년 11월에 회사를 떠났다. 2012년 11월, 2012년 1월까지 소시에테 제네랄의 기업 및 투자 은행 부문 전 CEO였던 미셸 페레티에가 리버록에 파트너 겸 CEO로 합류했다.
베르거는 2011년부터 2017년까지 INSEAD 자문위원회 위원으로 활동했으며, 2008년부터 2016년까지 제약 및 헬스케어 회사 프레제니우스의 감사회 위원으로 활동했다. 그는 보코니 대학교 국제 자문위원회 명예 회원 및 전 회원이다.
2015년에는 싱가포르의 뮌헨 영사 총영사로 임명되었다.

## 참고 문헌
- 베르거, 롤란트; 두타, 소미트라; 라펠, 토비아스; 사무엘스, 제프리 (2008). 《최고의 혁신: 글로벌 CEO가 성장과 이익을 위해 혁신을 이끄는 방법》. 팔그레이브 맥밀란. ISBN 978-0-230-57573-8.